# Distrikt Tuaran

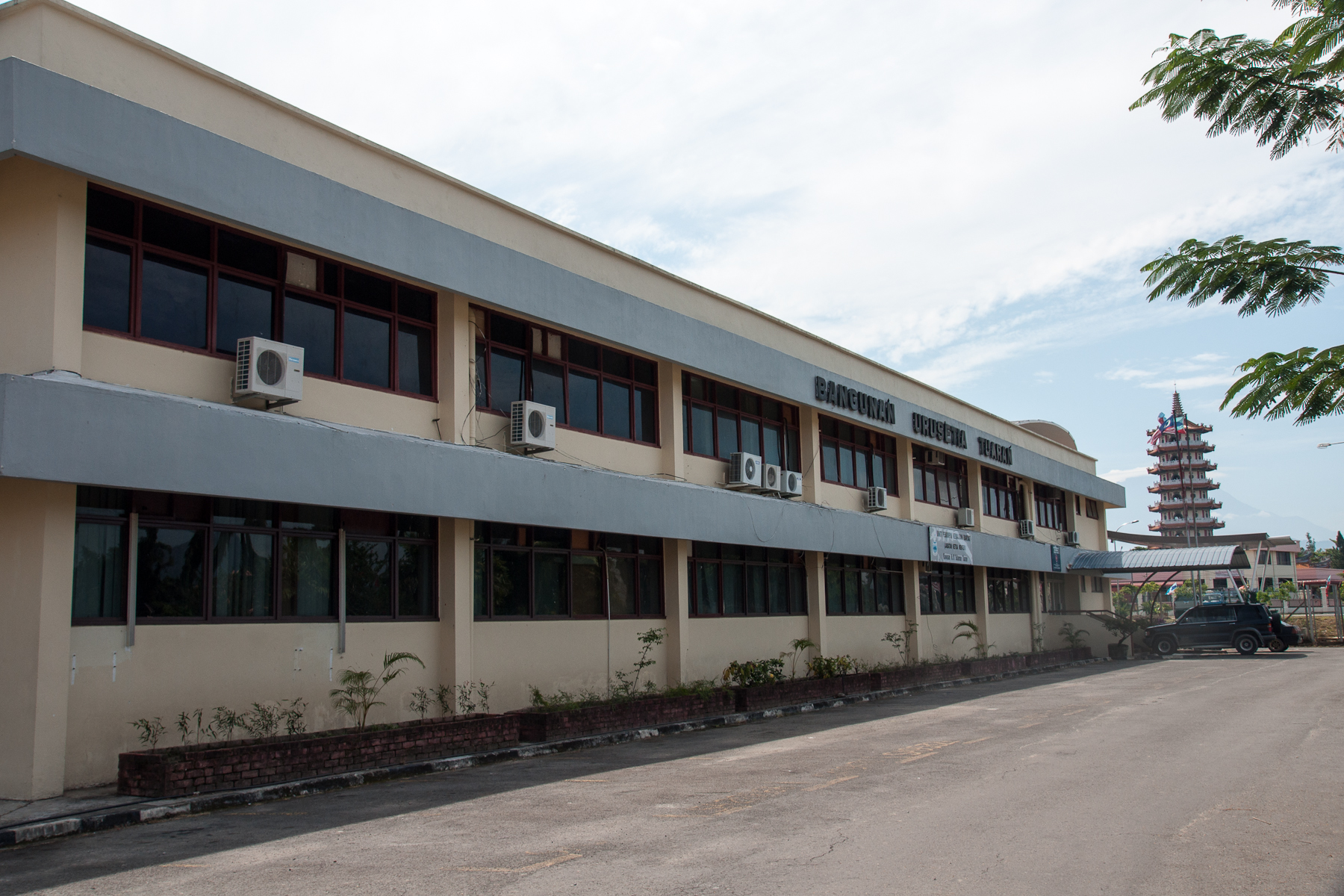
Behördenhaus des Distrikts Tuaran

Der Distrikt Tuaran ist ein Verwaltungsbezirk im malaysischen Bundesstaat Sabah. Verwaltungssitz ist die Stadt Tuaran. Der Distrikt Tuaran ist Teil des Gebietes West Coast Division, zu dem die Distrikte Kota Kinabalu, Ranau, Kota Belud, Tuaran, Penampang, Putatan und Papar gehören.

## Demographie
Tuaran hat 135.665 Einwohner (Stand: 2020). Die Bevölkerung des Distrikts Tuaran betrug laut der letzten Zählung im Jahr 2010 102.411 Einwohner und besteht etwa zu gleichen Teilen aus Dusun (42 %) und Bajau (34 %) sowie einem beträchtlichen Anteil an Chinesen (4 %) und Malaien (4 %). Wie in vielen anderen Distrikten Sabahs gibt es auch hier eine große Anzahl illegaler Immigranten aus den nahegelegenen Philippinen, vor allem aus Sulu und Mindanao, die in der Bevölkerungsstatistik nicht verzeichnet sind.

## Verwaltungssitz
Verwaltungssitz des Distrikts ist die Stadt Tuaran.

## Gliederung des Distrikts
Der Distrikt ist in drei Unterbezirke oder Regionen (kawasan) aufgeteilt: Sulaman, Kiulu und Tamparuli. Diesen sind wiederum fünf oder sechs Gemeindeverwaltungen (mukim) zugeordnet:
- Kawasan SULAMAN
  - Mukim Berungis
  - Mukim Mengkabong
  - Mukim Tambalang
  - Mukim Serusop
  - Mukim Indai
- Kawasan KIULU
  - Mukim Ulu
  - Mukim Tengah
  - Mukim Lembah
  - Mukim Pantai
  - Mukim Nabalu
  - Mukim Pekan
- Kawasan TAMPARULI
  - Mukim Tamparuli
  - Mukim Tenghilan
  - Mukim Topokon
  - Mukim Mangkaladoi
  - Mukim Tuaran Bandar

## Liste derDistrict Officersin Tuaran
| Name                          | Im Amt ab     | Im Amt bis |
| ----------------------------- | ------------- | ---------- |
| J.P. Rutherford               | 1949          |            |
| H. George                     | 1949          | 1949       |
| J.P.C. Burbroke               | 1949          | 1951       |
| E.A. Pascoe                   | 1951          | 1952       |
| I.C. Peck                     | 1952          | 1953       |
| G.F Douglas                   | 1953          | 1954       |
| H. George                     | 1955          | 1955       |
| M. Pike                       | 1955          | 1956       |
| Leong Ah Koon                 | 1956          | 1958       |
| D.W. Eisenhauer               | 1958          | 1959       |
| John D. Dusing                | 1959          | 1960       |
| J.A.G. Roberts                | 1960          | 1962       |
| Peter L. Regis                | 1964          | 1964       |
| Goh Bee Leng – Memangku       | 1964          | 1964       |
| Peter L. Regis                | 1964          | 1964       |
| Paul Lai Kui Seong            | 1964          | 1967       |
| Dzulkifli Abdul Hamid         | 1967          |            |
| Dato Bistari Dato Jinurain    | 1967          | 1968       |
| A.O. Pangiran Rauf            | 1968          | 1970       |
| Mohd. Yusuf Yahya             | 1970          | 1973       |
| Hj. Pauzi Kou                 | 1973          | 1974       |
| Hj. Abdullah Hj. Mohd. Arshad | 1974          | 1974       |
| Hj. Shamsudin Liew Syn Su     | 1974          | 1975       |
| S. Mohd. Abdillah             | 1975          | 1976       |
| Mohd. Zulfikar                | 1976          | 1978       |
| Patrick Micheal               | 1978          | 1980       |
| Masidi Manjun                 | 1980          | 1982       |
| Yahya Ahmad Shah              | 1982          |            |
| Abdul Rahman LO               | 1985          |            |
| Jahid Jahim                   | 1982          | 1988       |
| Ariffin Gadait                | 1989          | 1992       |
| Udin Dullah                   | 1992          | 1996       |
| Hj. Uda Hj. Sulai             | 1996          | 1997       |
| Awang Shamsi Hj. Jamih        | 1997          | 2010       |
| Madiyem Layapan               | 1. Sept. 2010 | amtierend  |